# Nagy-hegy
A Nagy-hegy nevű hegy a Zempléni-hegységben, Bekecs településen található. A helyiek egyszerűen csak Bekecsi hegynek hívják. A hegyoldalon több szőlősor, temető, a hegylábon lakott terület van. Legközelebbi város Szerencs, legközelebbi hegycsúcs is a szerencsi Árpád-hegy.

## Közeli települések, hegycsúcsok
Városok, falvak
- Szerencs
- Bekecs
- Monok
- Tokaj
- Tarcal
- Golop
- Legyesbénye
- Megyaszó
- Erdőbénye

Hegyek
- Árpád-hegy (Szerencs)
- Szokolya-hegy (Erdőbénye)
- Kopasz-hegy (Tokaj)
- Fekete-hegy (Szerencs, Golop)